# Здание Германского посольства
Дом Германского посольства — располагается в Санкт-Петербурге на угловом участке по адресу Исаакиевская площадь, 11 и Большая Морская улица, 41. Строилось изначально как посольство Германской империи и оставалось немецким посольством (затем — консульством) до 1941 года.
Представляет собой монументальное трёхэтажное строение в стиле неоклассицизма, построенное в 1913 году по проекту известного немецкого архитектора Петера Беренса. Его фасады украшают массивные колонны и плиты тёмно-красного шведского гранита. Хотя здание было крайне плохо воспринято современниками, его принято рассматривать как первый образец так называемого упрощённого классицизма или беренсианства, который приобретёт популярность в 1930-е годы и окажет ключевое влияние на развитие тоталитарной эстетики.

## История

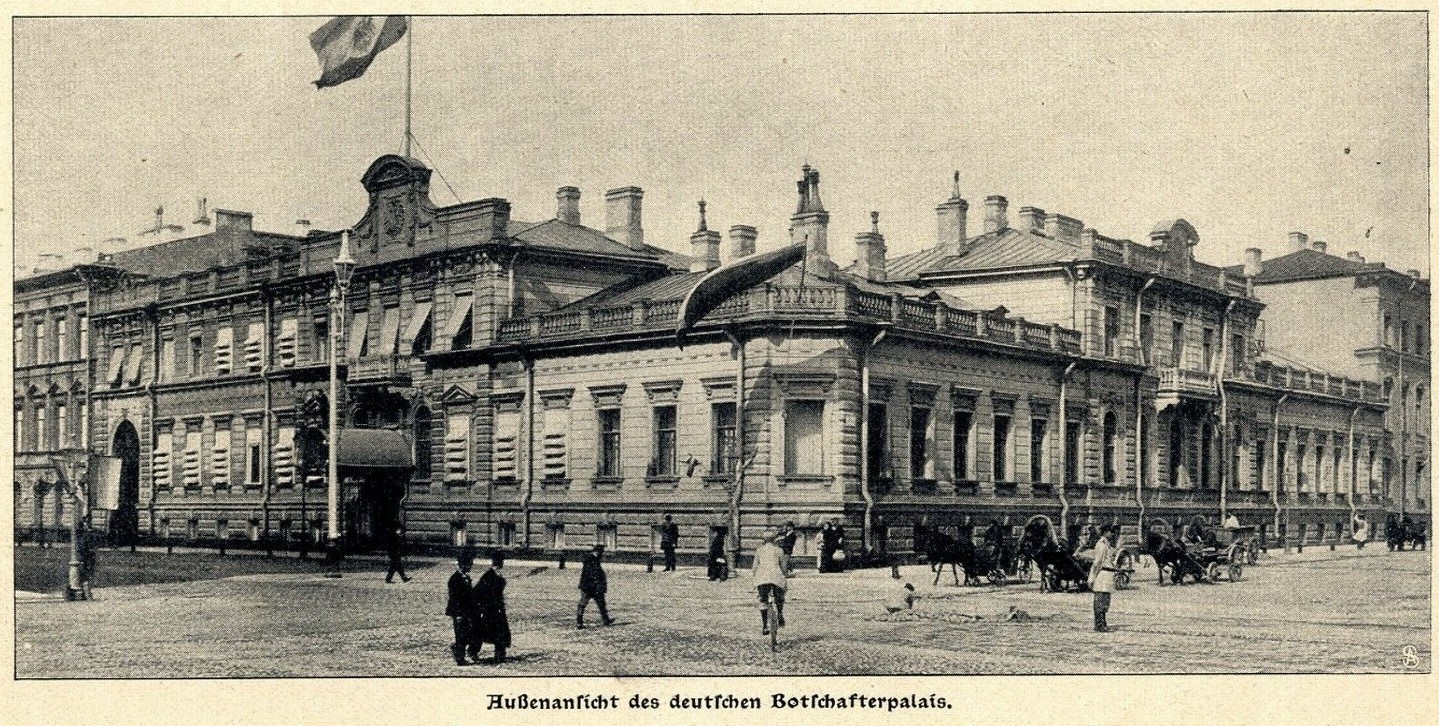
Здание, существовавшее до строительства посольства, 1906 год

Известно, что первое двухэтажное здание по адресу Большая Морская, 41 было построено в 1740-е годы. В 1758 году хозяин участка асессор штатс-конторы Матвей Данилович Чихачёв продал его купцу Нагелю, устроившему там винный погреб. В 1781 году и до начала XIX века там жил придворный ювелир Х. Г. Гебельт. Между 1804 и 1806 годами там жил купец Крестьян Гебенет, а в 1809 — именитый гражданин Андрей Северин. Здание было перестроено в 1815—1820 годах в стиле ампира по проекту Стасова, в 1873 году здание было выкуплено германским посольством.
Германское посольство впервые появилось в Санкт-Петербурге в 1871 году вскоре после провозглашения Германской империи. До этого свои посольства в городе имели немецкие княжества. Первое германское посольство разместилось по адресу Малая Морская, 41, затем переехало по адресу Большая Морская, 41.

### Строительство
В 1909 году посольство намеревалось приобрести одно из крупных зданий у Адмиралтейской набережной, у Панаевского театра. По неизвестным причинам план был сорван, и немцы решили построить новое здание посольства на уже занятом ими участке со сносом старого здания. Проект посольства утвердил император России Николай II.
Здание проектировал знаменитый немецкий зодчий Петер Беренс. Перед ним стояла задача отразить в здании величие Германской империи, здание было решено построить в стиле неоклассицизма. Посольство должно было стать символом современности, но и отсылать к прусской архитектуре, обладая визуальными сходствами, например, со Старым музеем или Бранденбургскими воротами. Проект был лично одобрен канцлером Бетман-Гольвегом и кайзером Вильгельмом II. Строительство велось между 1911 и 1913 годами и стоило 1,7 миллионов золотых немецких марок. Для этого привлекались только немецкие строители. Внутренние помещения и росписи оформляли известные немецкие мастера. Строительством руководил ещё тогда молодой архитектор Людвиг Мис ван дер Роэ. Мебель по эскизам Беренса изготавливали в Германии. Во время строительства штат германского посольства временно переехал по адресу набережная Мойки, 122. Германский флаг над посольством был поднят 14 января, в день рождения Вильгельма II.
Фасад здания украшали массивные колонны и тёмно-красная облицовка из шведского гранита, чья поверхность обработана в скальной или мелкоточечной фактуре. Здание, призванное подчеркнуть величие Германской империи, резко выбивалось на фоне окружающей застройки.

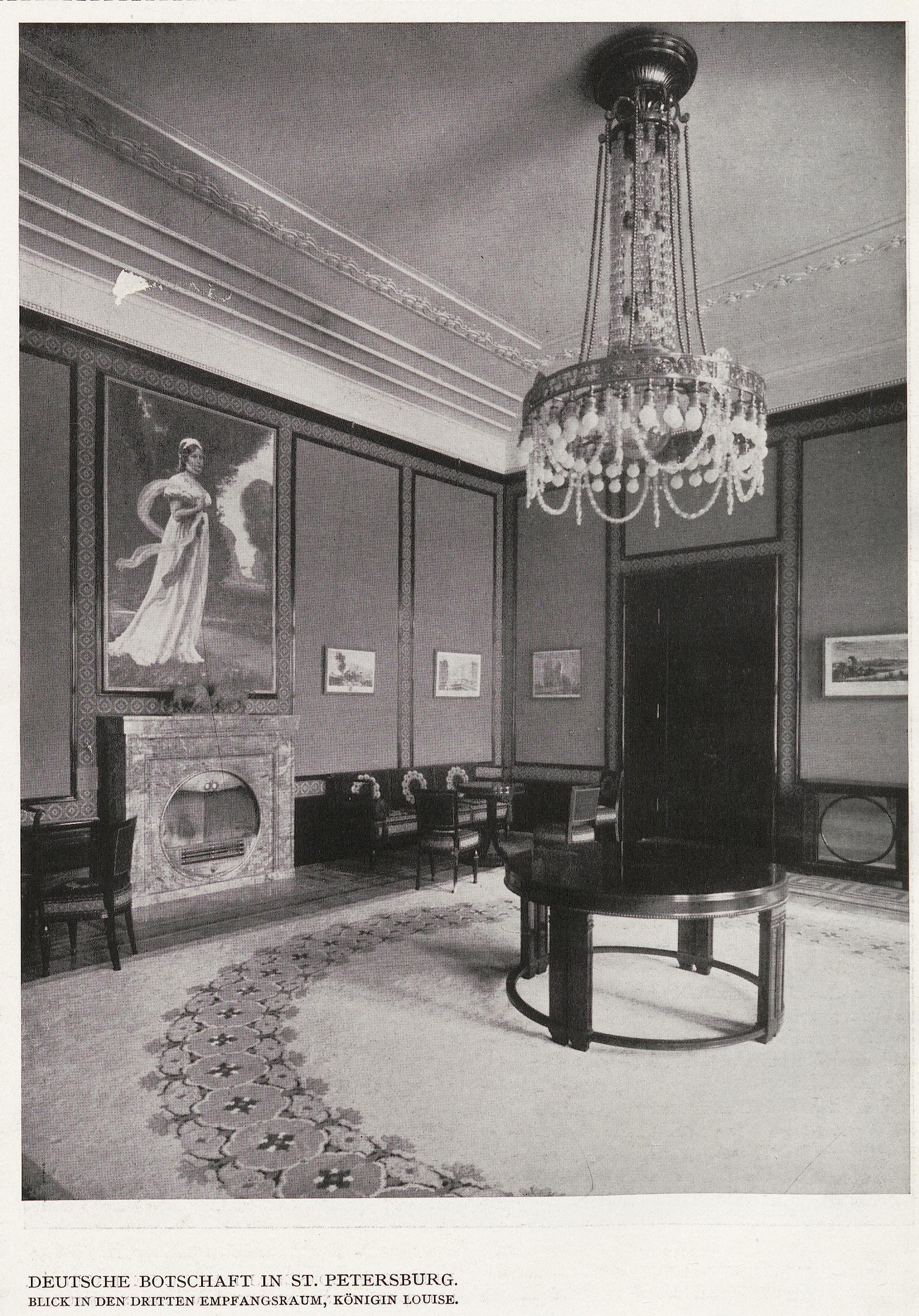
Один из приёмных кабинетов, 1913 год
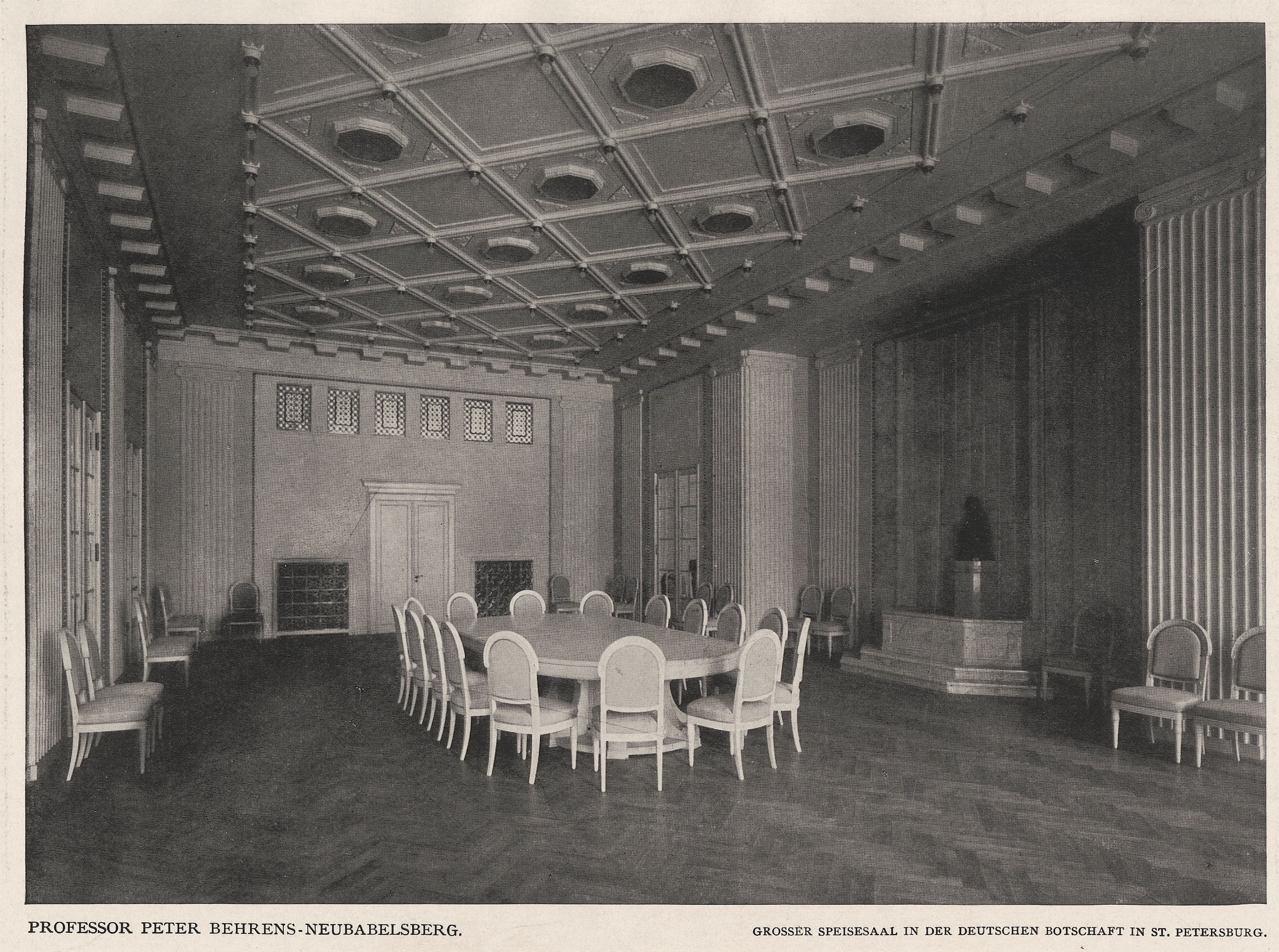
Большая столовая в посольстве, 1913 год
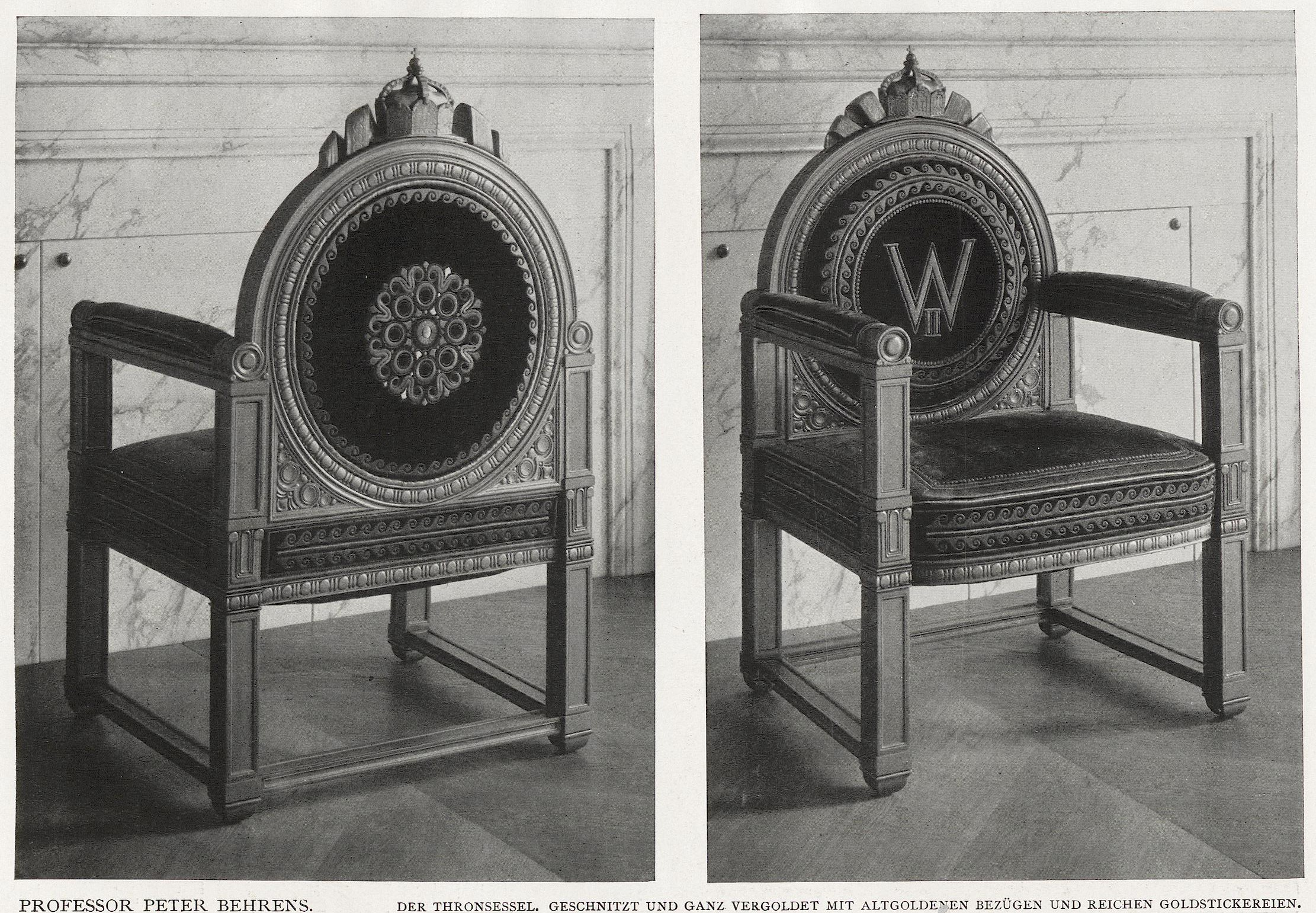
Тронное кресло для Вильгельма II
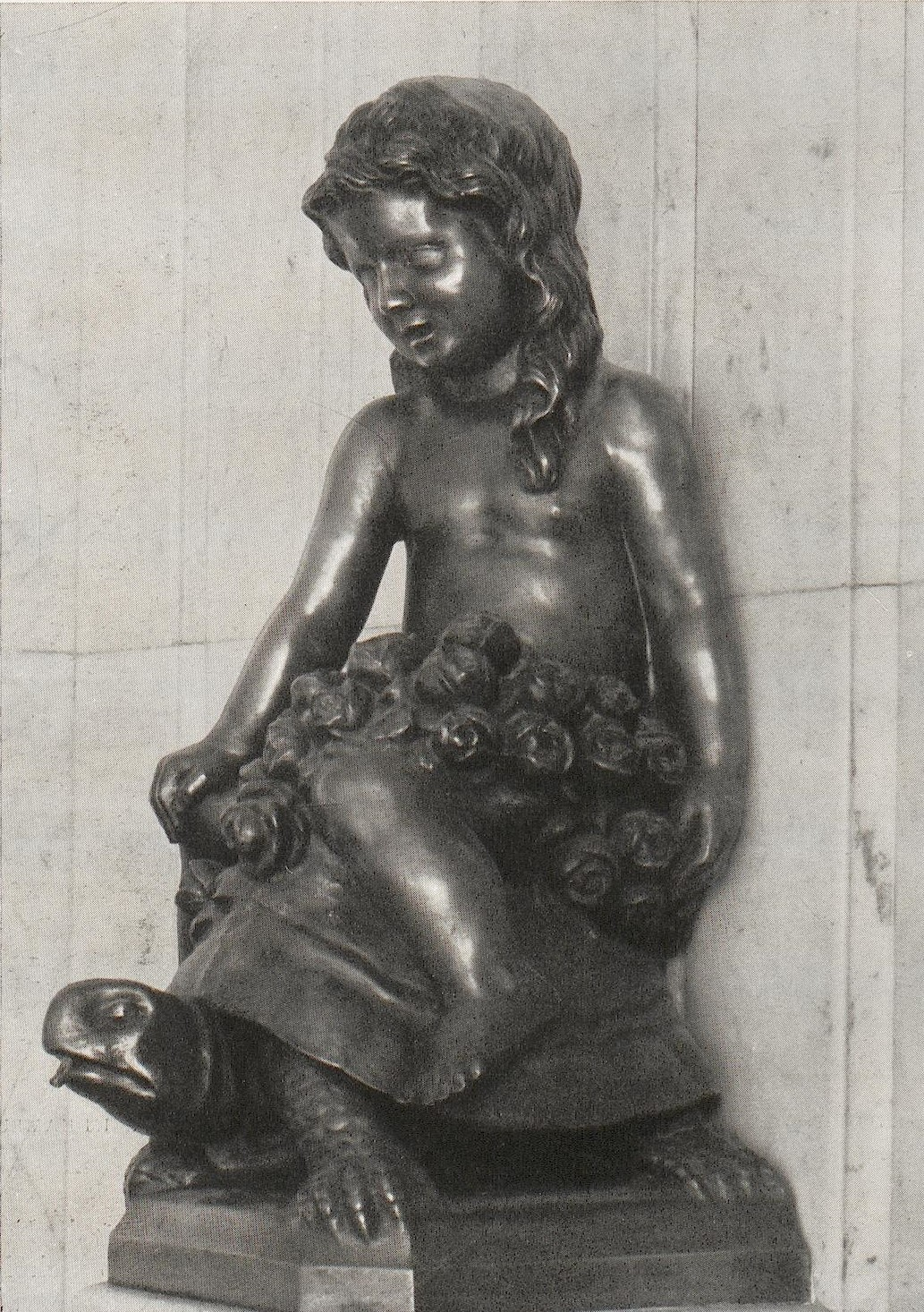
Фонтанная скульптура в столовой
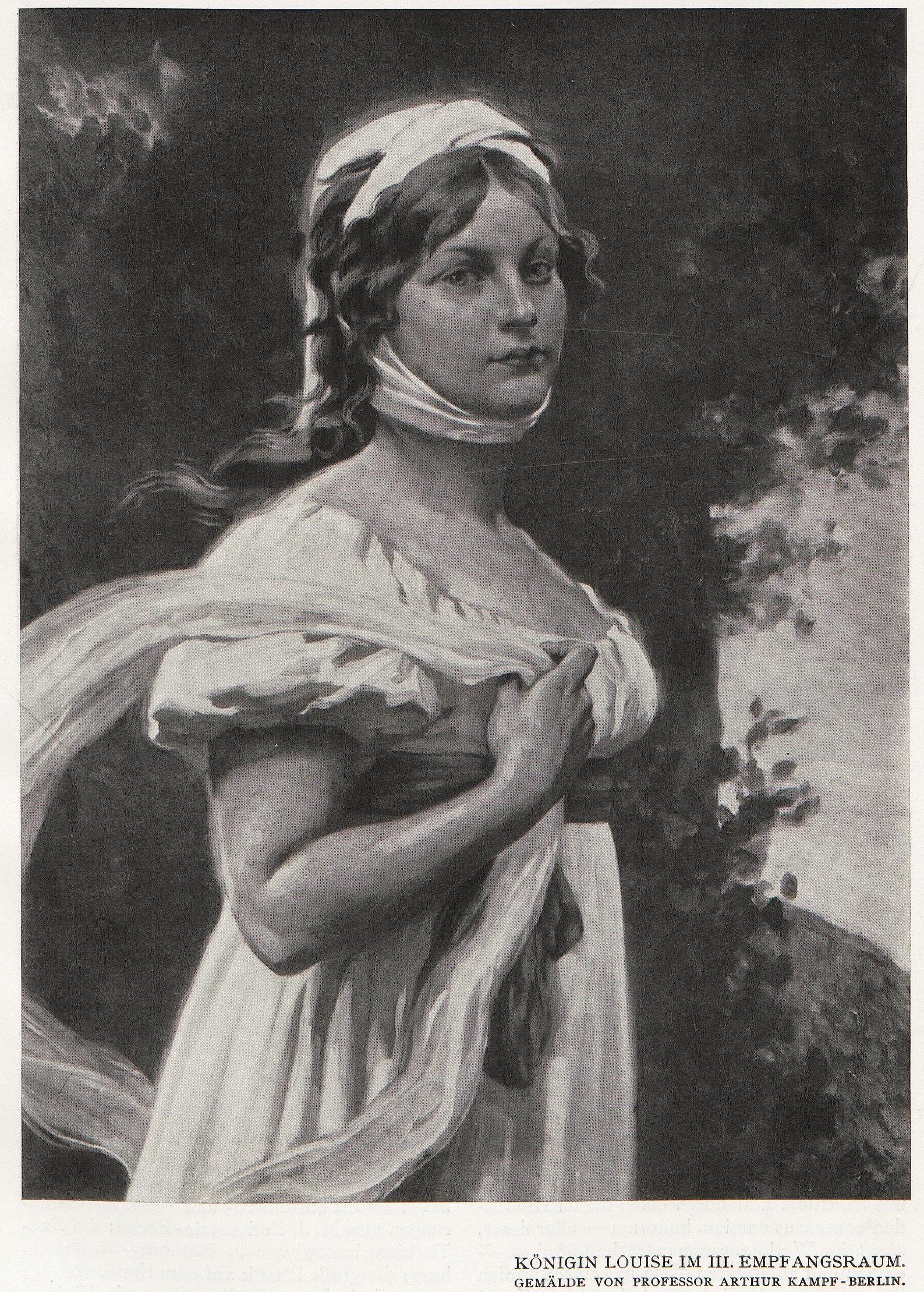
Портрет королевы Луизы III в приёмной

### Споры

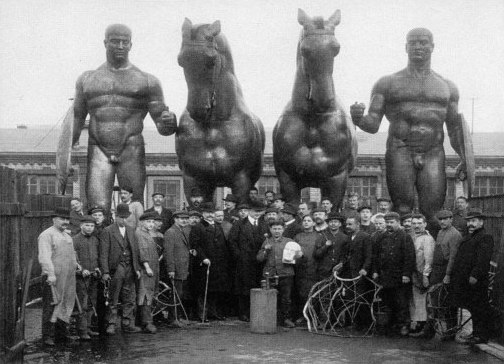
Статуи Диоскуров в 1912 году перед их установкой на крышу

Дом Германского посольства вызвал спорную реакцию у петербургских обывателей и архитекторов, называвших здание излишне мрачным и грубым. Стиль здания называли «тевтонским», колонны сравнивали с сосисками или пивными кружками. Например редакция Архитектурно-художественного еженедельника в 1914 году называла здание «из ряда вон выходящим, каким-то непонятным, грубым, грузным, несвязным». О здании пренебрежительно отзывался царь Николай II. Кайзер Вильгельм II был в ярости от последовавшей реакции, назвал Беренса ослом, а его проект — «архитектурным выродком».
Скандальную реакцию вызвала скульптурная группа обнажённых братьев Диоскуров с конями авторства скульптора Эберхарда Энке, установленная на крыше посольства. Например, редакция художественного еженедельника комментировала ситуацию следующим образом:

 Трудно понять, какое отношение к посольству, к Германии, к России, к Петербургу, к Исаакию имеют эти два молодые голые человека с толстыми конями, взобравшиеся на крышу. Грозят ли чему? Стерегут ли что?.. Не свалились бы… Кто эти люди? Боги или конюхи? 
Диоскуры вызвали протестную реакцию у консервативно настроенной части городского общества и церкви, возмущённых обнажёнными телами. Конюхи стали главной темой городской прессы. Уже в январе 1913 года статуи скрыли за досками и через три недели снова открыли, гениталии конюхов были прикрыты фиговыми листами, но негативное восприятие и обвинения в вульгарности продолжались. Вскоре выяснилось, что Николай II утвердил проект посольства без скульптур.
В 1914 году после начала Первой мировой войны на фоне антинемецких настроений разъярённая толпа устроила погром и пожар в посольстве. Толпа попыталась скинуть скульптуры, и ей удалось скинуть одного из Диоскуров. На следующий день оставшуюся композицию сняли и увезли в неизвестном направлении, предположительно скульптуры скинули в Мойку.

Историк архитектуры Рэнделл Отт в своей книге German Façade Design дал следующую оценку ситуации: даже несмотря на то, что кайзер переложил всю вину за сложившеюся ситуацию на Беренса, здание в полной мере отражало грубую силу, угрожающий настрой Германской империи, события, связанные с посольством отражали и ухудшающиеся дипломатические настроения с Россией. Само посольство было построено незадолго до начала Первой мировой войны. Рэнделл Отт также заметил, что в довольно честном подходе Беренса к изображению политического настроя Германии заметно влияние философа Фридриха Ницше «Воля к власти», чьим поклонником был Беренс. 

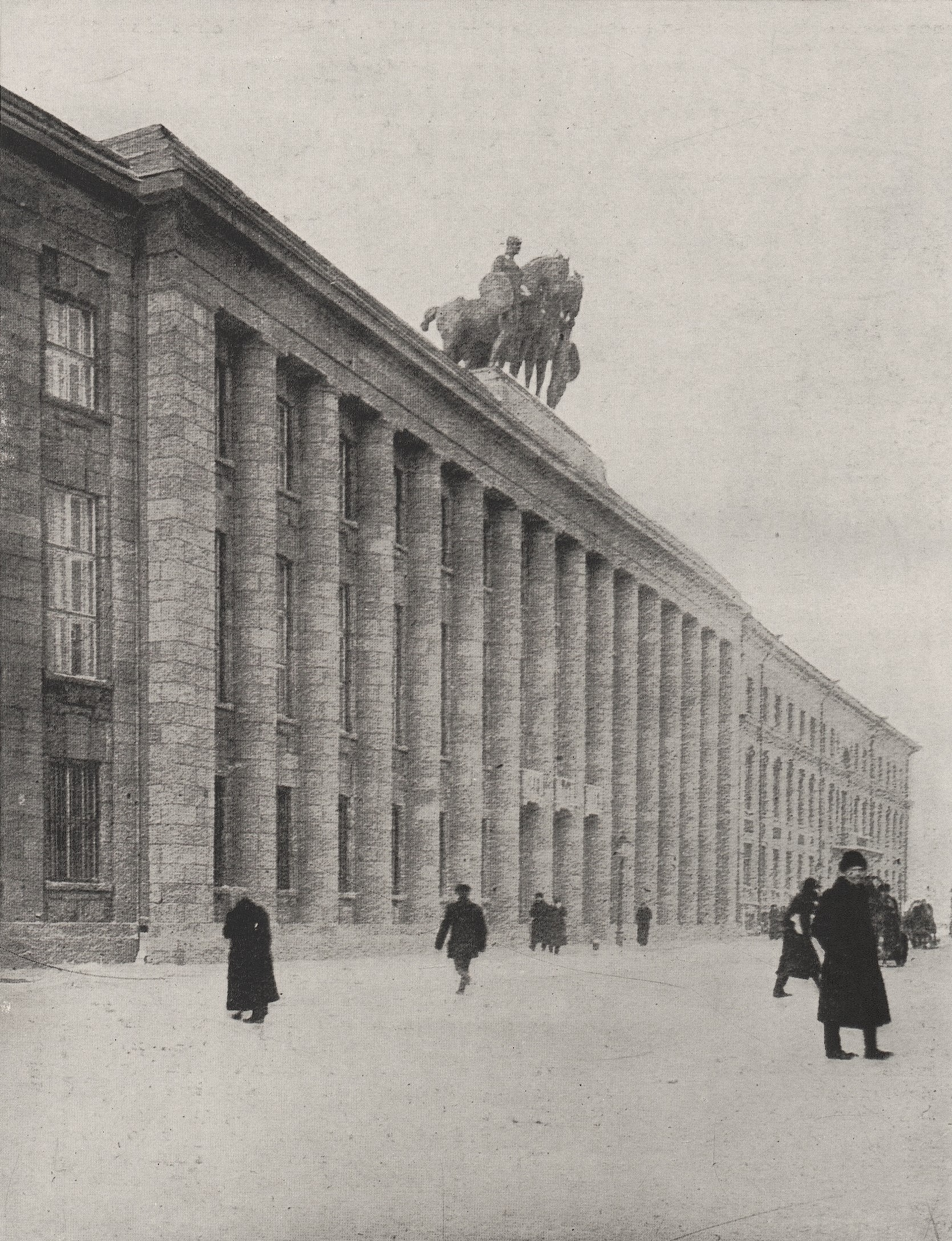
Здание посольства в 1913 году

### Дальнейшая судьба
С 1922 по 1941 года в здании вновь размещалось германское консульство вначале Веймарской республики, затем Третьего рейха. Во время блокады Ленинграда здесь располагался военный госпиталь. После войны в здании был размещён институт физики полупроводников. В 1980-х годах здесь располагалась штаб-квартира туристического агентства «Интурист».
В 2001 году в бывшем посольстве была проведена реставрация и сохранена значительная часть исторического интерьера. В период политической оттепели с Германией в 2008 году обсуждались планы по восстановлению скульптурной композиции, её гипсовая копия оригинального размера была установлена в вестибюле здания. На данный момент здесь размещаются главная техническая комиссия при Президенте РФ по Северо-Западному федеральному округу и Управление Министерства юстиции.

## Влияние

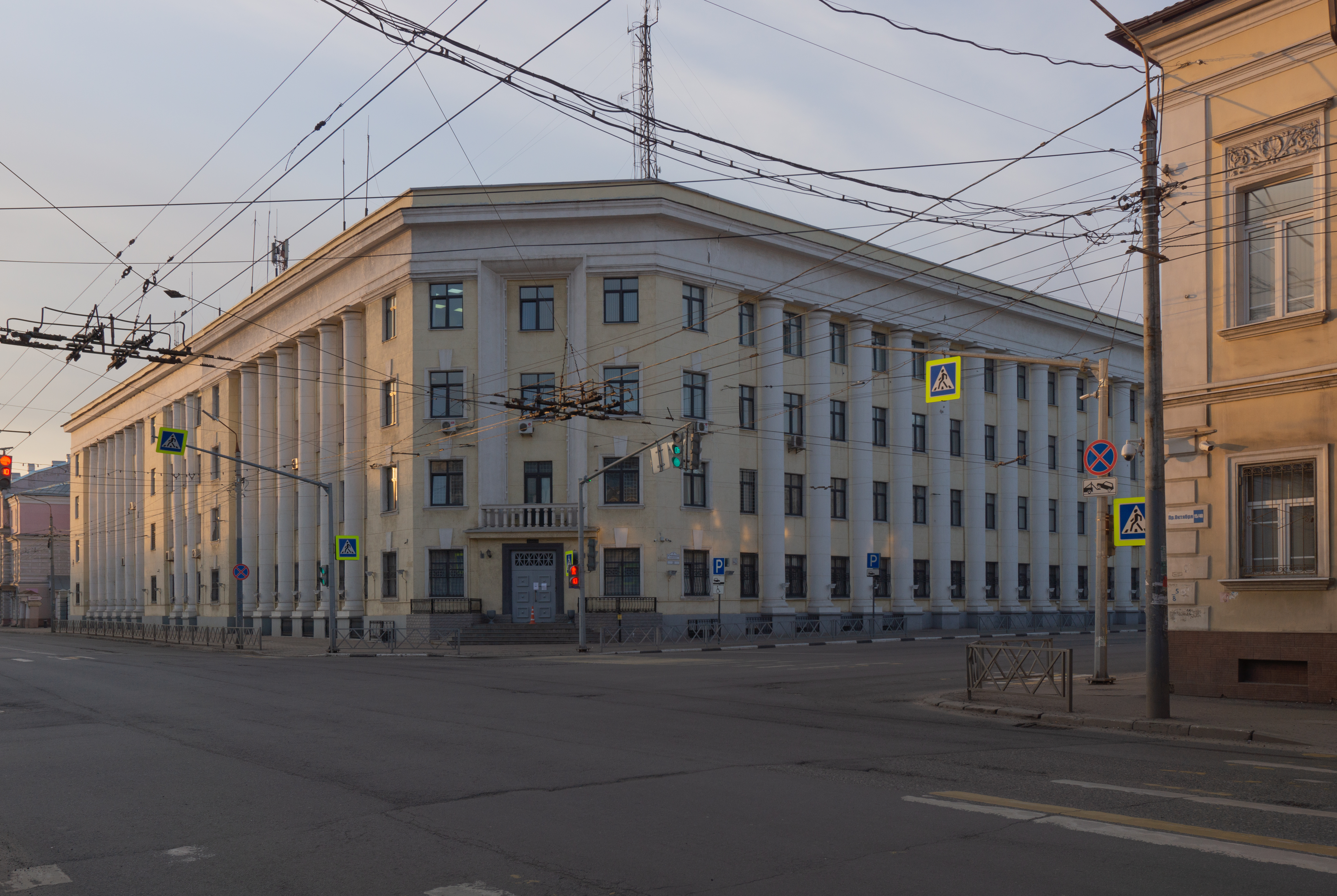
Региональное здание НКВД в стиле упрощённого классицизма (Ярославль)

Здание германского посольства стало первым примером так называемого упрощённого классицизма, по его образцу между Первой и Вторыми мировыми войнами в Европе начали строить здания в схожем стиле. В СССР архитектуру, подражавшую германскому консульству, называли «беренсианством» по имени автора проекта Петера Беренса. Под этим словом понималось обращение к классицизму, но с отказом от архитектурных излишеств, применение массивных полуколонн в оформлении фасада, визуальная грузность, тяжеловесность здания.
Здание посольства оказало заметное влияние на развитие сталинской архитектуры. Идеи Беренса развивали архитекторы Иван Фомин, Иосиф Лангбард, Максимилиан Китнер, Ной Троцкий и другие. Беренсианство оказало особое влияние на ленинградскую архитектуру, например, в этом стиле выполнена серия зданий авторства Давида Бурышкина, построенная между 1935 и 1938 годами, в частности здание издательства и типографии «Правда». Другие яркие памятники — Фрунзенский универмаг Евгения Катонина, Дом Советов Ноя Троцкого, Конструкторское бюро специального машиностроения Симонова Г. А. Тем не менее, беренсианство не стало ключевым направлением в сталинской архитектуре, для которой была типична вычурность фасадов и обращение к канонам традиционного классицизма.
Гитлер восхищался архитектурой здания Германского посольства, и многие здания, возведённые в эпоху Третьего рейха, также развивали беренсианство. Например, это были Дом искусства Людвига Трооста или Новой Рейхканцелярии Альберта Шпеера. В итоге здание посольства принято рассматривать как идеологического предшественника архитектуры нацистской Германии. Массивные и голые фигуры мужских статуй, простоявшие на крыше посольства до 1914 года, также станут характерны для нацистского искусства, хотя образ Диоскуров не принято соотносить с протофашизмом. 
Упрощённый беренсианский классицизм оказал также влияние и на архитекторов-модернистов, таких, как Мис ван дер Роэ, и, возможно, на стиль официальных зданий, которые строились в 1930-х годах в США, Великобритании и Франции.